# Піква (Канзас)
Піква (англ. Piqua) — переписна місцевість (CDP) в США, в окрузі Вудсон штату Канзас. Населення — 90 осіб (2020).

## Географія
Піква розташована за координатами 37°55′18″ пн. ш. 95°32′16″ зх. д. / 37.92167° пн. ш. 95.53778° зх. д. (37.921704, -95.537682).  За даними Бюро перепису населення США в 2010 році переписна місцевість мала площу 10,38 км², з яких 10,28 км² — суходіл та 0,10 км² — водойми.

## Демографія
Згідно з переписом 2010 року, у переписній місцевості мешкало 107 осіб у 44 домогосподарствах у складі 31 родини. Густота населення становила 10 осіб/км².  Було 49 помешкань (5/км²).
Расовий склад населення:
| - 88,8 % — білих - 3,7 % — корінних американців - 4,7 % — осіб інших рас |

До двох чи більше рас належало 2,8 %. Частка іспаномовних становила 10,3 % від усіх жителів.
За віковим діапазоном населення розподілялося таким чином: 24,3 % — особи молодші 18 років, 62,6 % — особи у віці 18—64 років, 13,1 % — особи у віці 65 років та старші. Медіана віку мешканця становила 44,5 року. На 100 осіб жіночої статі у переписній місцевості припадало 101,9 чоловіків;  на 100 жінок у віці від 18 років та старших — 102,5 чоловіків також старших 18 років.
За межею бідності перебувало 72,6 % осіб, у тому числі 78,6 % дітей у віці до 18 років та 0,0 % осіб у віці 65 років та старших.
Цивільне працевлаштоване населення становило 105 осіб. Основні галузі зайнятості: виробництво — 19,0 %, публічна адміністрація — 17,1 %, освіта, охорона здоров'я та соціальна допомога — 16,2 %.

## Відомі люди
- Бастер Кітон (1895 — 1966) — американський комедійний актор, режисер, сценарист та каскадер.